# 346-та піхотна дивізія (Третій Рейх)
346-та піхотна дивізія (Третій Рейх) (нім. 346. Infanterie-Division) — піхотна дивізія Вермахту за часів Другої світової війни.

## Райони бойових дій
- Франція (вересень 1942 — вересень 1944)
- Бельгія та Нідерланди (вересень 1944 — травень 1945)

## Командування

### Командири
- генерал-лейтенант Еріх Дістель (нім. Erich Diestel) (1 жовтня 1942 — 12 жовтня 1944);
- генерал-майор Вальтер Штайнмюллер (нім. Walter Steinmüller) (16 жовтня — 7 листопада 1944);
- оберст Нойманн (нім. Neumann) (7 листопада 1944 — 9 лютого 1945);
- генерал-майор Гергард Лінднер (нім. Gerhard Lindner) (9 лютого — 8 травня 1945).